# Cayaponia
Cayaponia, també anomenada Antagonia, Arkezostis, Cionandra, Dermophylla, Druparia, Dryparia, Perianthopodus o Trianosperma, és un gènere de plantes cucurbitàcies amb 110 espècies.

## Algunes espècies
A continuació s'inclouen algunes espècies de Cayaponia.
- Cayaponia africana
- Cayaponia alarici
- Cayaponia alata
- Cayaponia almeideana
- Cayaponia amazonica
- Cayaponia americana
- Cayaponia podantha
- Cayaponia tayuya